# Dance de Tauste
El dance de Tauste és una celebració típica de la localitat aragonesa de Taüst similar a la muixeranga valenciana i als castells catalans. Probablement, totes aquestes torres humanes, tinguin un origen comú relacionat amb la moixiganga, com també s'escauria per al dance de Cetina.
En aquesta festa hi apareixen espases, escuts, pals, garlandes de flors i, significativament, torres humanes.

## Dansaires
El grup dels dansaires grans està format per 12 homes, capitanejats pel mayoral o cap de colla. El paper d'enxaneta es reserva a un nen de fins a 12 anys, el rabadán, que és qui corona les torres. Ara bé, quan aquest nen es fa gran, no es queda al grup dels grans, sinó que ha de tornar al grup de dansaires infantil i després al juvenil, ja que la incorporació a la colla oficial de dansaires es fa per cooptació, només quan cal cobrir una baixa, i els dansaires trien el jove que més ho mereix, sense que el fet d'haver estat rabadán doni cap prioritat.

## Indumentària
Els dansaires porten dos vestits diferents. La base és sempre tota de negre, però l'ordinari incorpora una faixa morada i un barret de flors, mentre que el vestit especial per ballar a la Mare de Déu de Sancho Abarca porta les mitges, la faixa i el barret blancs.

## Història
Si bé sabem que el 1765 es va fundar la Confraternidad de Esclavos, les primeres referències documentals concretes als dansaires es remunten al 1789: en un document conservat a l'arxiu parroquial hi consta que el dia de Sant Miquel, 8 de maig, es paguen 17 sous als dansaires i als músics.
Ja a principis del segle xix, en canvi, el dance passa a ballar-se en honor de la Mare de Déu de Sancho Abarca, el 21 d'abril, com segueix actualment.

## Les torres humanes
Las torres humanes són una representació de la conquesta de les viles. N'hi ha de menes diverses: torre de Cucuño, torre de Caballos, torre de San Miguel i torre de Pulso, que és la de major dificultat, ja que és la més alta i la que requereix més preparació prèvia.